# Podział administracyjny Kościoła katolickiego w Tajlandii
Podział administracyjny Kościoła katolickiego w Tajlandii – w ramach Kościoła katolickiego w Tajlandii funkcjonują obecnie dwie metropolie, w których skład wchodzą dwie archidiecezje i dziewięć diecezji.
Jednostki administracyjne Kościoła katolickiego obrządku łacińskiego w Tajlandii:

## Metropolia Bangkok
- Archidiecezja Bangkok
  - Diecezja Chanthaburi
  - Diecezja Chiang Mai
  - Diecezja Chiang Rai
  - Diecezja Nakhon Sawan
  - Diecezja Ratchaburi
  - Diecezja Surat Thani

## Metropolia Thare i Nonseng
- Archidiecezja Thare i Nonseng
  - Diecezja Nakhon Ratchasima
  - Diecezja Ubon Ratchathani
  - Diecezja Udon Thani